# Hertogdom Sabbioneta
Het hertogdom Sabbioneta was een Italiaans hertogdom van de familie Gonzaga.
In 1444 werd er een eigen vorstendom geformeerd voor Carlo Gonzaga (1415-1456), een jongere zoon van markgraaf Gian Francesco van Mantua. Het bestond uit  Luzzara, Sabbioneta, Bozzolo,San Martino dall'Argine, Gazzuolo, Viadana, Gonzaga, Reggiolo, Isola Dovarese en  Rivarolo.
Hij werd in 1452 opgevolgd door zijn zoon Ugolotto, Omdat Uttolo geen nakomelingen had, vielen zijn bezittingen na zijn dood terug aan Lodewijk III, markgraaf van Mantua. 
Het testament van Lodewijk III veroorzaakte na zijn dood het ontstaan van een aantal deelvorstendommen. Zijn zoon Gianfrancesco (1446-1496) kreeg na de dood van zijn vader in 1478 Gazzuolo, Fuori, Bozzolo, San Martino, Commessaggio, Sabbioneta, Isola Dovarese en Dosolo. Na zijn dood werd zijn gebied verdeeld onder zijn twee zonen: 
- Ludovico (1480-1540) en Pirro (1490-1529) kregen Sabbioneta, Gazzuoli, Belforte, Commessaggio, Dosolo, Pomponesco,  Corregioverde en het graafschap Rodigo.
- Frederico (1483-1527) en Gianfrancesco (1493-1500) kregen Bozzolo, Rivarolo, San Martino en Isola Davorese.

In 1499 deelden Ludovico en Pirro hun aandeel, waarbij Sabbioneta, Dosolo, Pomponesco, Gazzulolo, San Martino en het graafschap Rodigo aan Pirro kwamen. Sabbioneta kwam in 1521 toch weer aan Ludovico. Na de dood van zijn broer Frederici van Bozzolo in 1527 kwam ook Bozzolo aan Ludovico. 
Ludovico werd na zijn dood in 1540 opgevolgd door zijn kleinzoon Vespasiano I Gonzaga. Deze werd door de keizer beleend met Bozzolo, Ostiano, Rivarolo, Rodigo en Sabbioneta. In 1565 werd hij door keizer Maximiliaan II verheven tot markies en in 1574 tot rijksvorst. Keizer Rudolf II maakte hem in 1577 tot hertog van Sabbioneta. Na zijn dood zonder manlijke erfgenamen werd er op 6 maart 1591 een delingsverdrag gesloten:
- hertog Vincenzo I van Mantua kreeg het graafschap Rodigo
- onder de nakomelingen van Pirro werden verdeeld de mark Ostiano en de lenen Bozzolo, Rivarolo en Commessagio
- Isabella, de dochter van Vespasiano, kreeg Sabbioneta, Itri, Fondi en Minturno.

Isabella en haar nakomelingen mochten de titel hertog van Bozzolo niet voeren. De lege titel werd door de keizer in 1637 verleend aan vorst Scipione van de tak Bozzolo. De achterkleinzoon van Isabella, Nicola Maria Guzman Carasa, mocht zich weer hertog van Bozzolo noemen, maar dat was een Spaanse titel. Na zijn dood in 1689 viel het hertogdom aan het tot de Spaanse monarchie behorende hertogdom Milaan, dat het in 1693 verkocht aan de Genuees Francesco Maria Spinola. Daarna kwam het in 1703 aan het hertogdom Mantua en in 1710 aan het hertogdom Guastalla. Na het uitsterven van de hertogen van Guastalla in 1746 kwamen de bezittingen als vrijgekomen Rijksleen aan de keizer, dus in de praktijk aan Oostenrijk.

## Regenten
| regering  | naam                          | geboorte  | overlijden | relatie                                  |
| --------- | ----------------------------- | --------- | ---------- | ---------------------------------------- |
| 1444-1456 | Carlo Gonzaga                 | ca 1415   | 21-12-1456 | zoon van hertog Gianfrancesco van Mantua |
| 1456-     | Ugolotto                      | 1452      |            | zoon                                     |
| 1478-1496 | Gianfrancesco                 | 4-10-1446 | 27-8-1496  | zoon van hertog Ludovico III van Mantua  |
| 1496-1540 | Ludovico                      | 1481      | 6-1540     | zoon                                     |
| 1540-1589 | Vespasiano                    | 6-12-1531 | 26-2-1591  | kleinzoon                                |
| 1591-1637 | Isabella                      | 12-1-1565 | 10-2-1637  | dochter                                  |
| 1637-1644 | Anna Carasa della Stadera     | 1607      | 1644       | kleindochter                             |
| 1644-1689 | Nicola Maria de Guzman Carasa | 1638      | 7-1-1689   | zoon                                     |